# Irene Pérez
Irene Pérez (Oakland, 1950) es una muralista estadounidense, cofundadora del colectivo de artistas Mujeres Muralistas, y que contribuyó al mural colaborativo Maestrapeace, en el The Women's Building (San Francisco).

## Trayectoria
Nació en Oakland, California, hija de María del Refugio Pérez, de Zacatecas, México, y de Estanislao Alanis Pérez, de Sierra Blanca, Texas. Asistió a la escuela en el Área de la Bahía de San Francisco y luego estudió ilustración en la Academia de Arte de San Francisco y grabado en el Instituto de Arte de San Francisco. Su primer mural lo pintó en 1973. Después, confundó Mujeres Muralistas, un colectivo de muralistas exclusivamente femenino con sede en el Área de la Bahía de San Francisco que realizó proyectos murales como Para El Mercado y Latinoámerica de 1974. Pérez es más conocida por sus contribuciones a la obra colectiva Maestrapiece, un mural de cinco pisos de altura en el costado de The Women's Building (San Francisco).
Cofundó Mujeres Muralistas junto con Patricia Rodriguez, Graciela Carrillo y Consuelo Méndez, y se convirtió en una pionera del movimiento muralista comunitario. Originalmente, Méndez, proveniente de Venezuela, era la única integrante no chicana del colectivo. La mayor parte del trabajo de Mujeres Muralistas se realizó durante 1970 y 1990 en el Distrito de la Misión (San Francisco), y desafió al machismo en torno a las definiciones de arte político del movimiento artístico chicano, colocando en sus obras a las situaciones sociales y políticas en el centro, como mujeres, falta de espacios públicos o la diversidad cultural.  También ayudó a un mayor uso de andamiajes por parte de artistas femeninas.
La obra de Pérez refleja el compromiso con la liberación de las mujeres de color, tanto en sus murales, carteles, pinturas y obras en otros medios. Se declaró abiertamente lesbiana.

## Obra (selección)

### 1972 -500 años de resistencia
Ubicado en Balmy Alley, en el distrito de la Misión de San Francisco, 500 Años de Resistencia, que se traduce como "500 años de supervivencia nativa", conmemora la historia de la perseverancia indígena a través del sufrimiento en México.

### 1974 -Latinoamérica
También conocido como Panámérica, este mural realizado por Mujeres Muralistas, está ubicado en el exterior de la Misión Panamericana en la calle 26 de San Francisco, California. Las artistas completaron este mural mientras estaban inscritas en el Instituto de Arte de San Francisco. Latinoamérica fue criticada por los artistas chicanos masculinos por su ausencia de imágenes políticas abiertas al estilo de muchos de los artistas masculinos del Movimiento Muralista Chicano. Las artistas sufrieron acoso callejero mientras trabajaban en este y otros murales. Aunque el mural fue producido como una colaboración, cada artista trabajó principalmente en una sección específica.

Maestrapeace de Mujeres Muralistas

### 1993 -Maestrapeace
Es un mural de cinco pisos de altura en el costado de The Women's Building (San Francisco). Colaboró en el mural junto a las muralistas Juana Alicia, Miranda Bergman, Edythe Boone, Susan Cervantez, Meera Desai y Yvonne Littleton, y más de 70 voluntarias. Un mural que fue originalmente pensado para disuadir los grafitis del exterior del edificio, se inspiró en un sueño de Littleton que mostraba a dos mujeres extendiéndose una hacia la otra, incluyendo la imagen de la ganadora del Premio Nobel de la Paz Rigoberta Menchú, la activista Audre Lorde, la artista Georgia O'Keefe, la activista palestina Hanan Ashrawi, la política puertorriqueña Lolita Lebron, la diosa china Guan Yin, la diosa azteca de la luna Coyolxauhqui, la diosa yoruba Yemayá, la escultora Olga Stornaouldo y la chamana mexicana María Sabina.  La obra alcanza una altura de hasta 65 pies y una longitud de 192 pies. Menchú mostró su apoyo al proyecto apareciendo en persona en la inauguración en 1994.
La principal contribución de Pérez al mural fue la imagen de la diosa azteca de la luna Coyolxauhqui, que pintó emergiendo de una mano y extendiéndose a través del mural hacia la diosa Yemayá. Las manos fueron modeladas a partir de las propias manos de Cervantez. Las artistas dividieron el trabajo: Cervantez pintó Venus y las Pléyades en la parte superior, Alicia y Pérez trabajaron debajo de ella, Meera pintó muchas de las telas culturalmente significativas que aparecen en el mural y Quevedo fue responsable de las partes de caligrafía.  Bergman pintó a Lorde y Lilian Ngoyi. Mujeres Muralistas trabajó con 10 pisos de andamios sin la presencia de equipo de seguridad.
Al igual que Latinoamérica, el mural Maestrapeace enfrentó críticas por la ausencia de imágenes políticas explícitas, sin embargo, se ha calificado como revolucionario debido al enfoque colectivo de las artistas hacia el mural, así como por su amplia gama de temas.
El mural presenta cuatro fachadas distintas: la de la calle Lapidge, la de la esquina de Lapidge y la calle 18, y la de la calle 18, así como un mural interior. El mural de la calle Lapidge muestra a una anciana sami, a Menchú con un huipil maya quiché, las Pléyades, a Yemayá, a Coyolxauhqui, un perfil asiático, a O'Keefe, a Guan Yin, algunas bailarinas, a Lorde, a Ngoyi, a Ashrawi, a Joycelyn Elders, a Jessica Govea, a Sabina, a prisioneras políticas, a Dakini, a una pareja de lesbianas y una artista Mithila con un bebé. La fachada de la calle 18 presenta un perfil de una africana, la diosa Aditi, un perfil de nativa americana, la imagen de una joven mestiza llamada Lucía, la imagen de una niña de Sri Lanka, una pintura de una abuela Wodaabe lavando a su nieta, así como textiles culturales del Tíbet, Guatemala, Ecuador, México y más. En la esquina de Lapidge y la calle 18 del mural se presentan muchas plantas y animales de todo el mundo.
El mural fue restaurado en 2012 por el grupo original de artistas junto con un grupo de voluntarias de la comunidad. Desde su creación, Maestrapeace recibió el reconocimiento de Angela Davis, quien escribió un prólogo para el libro, Maestrapeace: San Francisco's Monumental Feminist Mural de Alicia, Bergman, Boone, Cervantes, Desai, Littleton y Pérez, lanzado en 2018, para celebrar el 25 aniversario de la obra.

## Reconocimientos
En 2022, el Museo de Arte Moderno de San Francisco (SFMOMA), lanzó la publicación digital Proyecto Proyecto Mission Murals editado por Cary Cordova para documentar y divulgar a través de su página web, la historia de Mujeres Muralistas. Incluyó, además, el estreno de Las Muralistas: Our Walls, Our Stories, un documental dirigido por Javier Briones y editado por Claudia Escobar, en el que las artistas del colectivo relatan la historia de Mujeres Muralistas, su impacto femenino en el movimiento, y su contribución para abrir espacio para futuras muralistas.